# Claude II d'Aumale
Pour les articles homonymes, voir Claude de Lorraine (homonymie) et Aumale.
Claude II de Lorraine, né à Joinville le 18 août 1526, mort au siège de La Rochelle le 3 mars 1573, fut marquis de Mayenne, duc d’Aumale de 1550 à 1573 et l'un des chefs catholiques à l'époque des guerres de Religion.

## Biographie
Il est le troisième fils de Claude de Lorraine, premier duc de Guise, et d'Antoinette de Bourbon-Vendôme. Il épouse, le 1er août 1547, Louise de Brézé (*1521 † 1577), fille de Louis de Brézé, comte de Maulévrier, grand-sénéchal de Normandie, et de Diane de Poitiers. Ce mariage scelle l’alliance entre la maison de Guise et la maîtresse du roi Henri II. 
Il combat dans l'armée du duc de Lorraine dès 1544, participe au siège de Boulogne (1544), à la conquête du Piémont en 1551 et combat en 1552 les troupes impériales qui tentent de reprendre les Trois-Évêchés. Il y est fait prisonnier et n'est libéré qu'en 1555. Il participe avec son frère à la prise de Calais le 8 janvier 1558. 
À la mort de son père, en 1550, il devient le deuxième duc d'Aumale après son frère aîné, François de Lorraine-Guise. Grand veneur de France sous le Roi Henri II de France, il fut gouverneur de Bourgogne.
À la mort de son frère François de Guise, en 1563, il est considéré comme le nouveau chef du parti catholique. Il lance les poursuites judiciaires contre Coligny pour l'assassinat de son frère et assure la tutelle de son neveu Henri de Lorraine-Guise. 
Il fait partie des principaux chefs de l'armée royale durant les 2e et 3e guerres de religion et joue un rôle déterminant dans le massacre de la Saint-Barthélemy. 
Il accompagne le duc d'Anjou au siège de La Rochelle, où il est tué

### Descendance
De son mariage sont issus onze enfants :
1. Henri de Lorraine (1549 † 1559)
2. Catherine de Lorraine (1550 † 1606), mariée en 1569 avec Nicolas de Lorraine, duc de Mercœur (1524 † 1577),
3. Madeleine Diane de Lorraine (1554 † jeune)
4. Charles Ier de Lorraine,  troisième duc d'Aumale (1555 † 1631) ;
5. Diane de Lorraine (1558 † 1586), mariée en 1576 avec François de Luxembourg duc de Piney († 1638) ;
6. Antoinette de Lorraine, abbesse de Faremoutiers (1560 † ) ;
7. Antoinette Louise de Lorraine, abbesse d'Origny, abbesse de Notre-Dame de Soissons (1561 † 1643) ;
8. Antoine de Lorraine (1562 † jeune)
9. Claude de Lorraine , abbé de Saint-Père à Chartres, dit le chevalier d'Aumale (1564 † 1591) ;
10. Marie de Lorraine , abbesse de Chelles (1565 † 1627) ;
11. Charles de Lorraine (1566 † 1568).

### Sources
- Georges Poull, La Maison ducale de Lorraine, Nancy, Presses universitaires de Nancy, 1991, 575 p. [détail de l’édition] (ISBN 2-86480-517-0), p. 432-434